# 中布倫特 (英國國會選區)

選區在大倫敦的位置

中布倫特（英語：Brent Central），英國國會一自治市選區，包括大倫敦西北部布倫特區中部的九個地方選區。
始設於2010年。2010年大選中自民黨的莎拉·特澤以44.2%選票成功連任。